# 鉱産税
鉱産税（こうさんぜい）は、地方税法（昭和25年7月31日法律第226号）に基づき、鉱物の価格を課税標準として、鉱物採取の作業場が所在する市町村において、鉱業者に対して課される税金。

## 税率
標準税率は、1%（1.2%）。ただし、1月間に採取される鉱物の価格が200万円以下の場合の標準税率は0.7%（0.9%）。（括弧内は上限税率）。

## 納税方式
鉱産税は、申告納税方式を採用している。納税者は、毎月、市町村の条例で定められた納期限までに申告書を提出するとともに税額を納めることになる。